# Лернейска хидра
Лернейската хидра е чудовище от древногръцката митология, с тяло на змия (или на гигантски многокрак гущер) и девет глави на дракон. Това е въобще воден демон, което се илюстрира и от името му и от това, че е известно и като Водния змей. Възможно е да образът му да е вдъхновен от едноименното водно животно, което е наименовано така, поради предполагаемата си прилика с митичното създание.
След като убива Немейския лъв и започва да се облича и прикрива с кожата му, Херкулес си набавя и друго опасно въоръжение - стрели, потопени в отровата на Лернейската хидра - също дете на Тифон и Ехидна.
Да убие това същество, което обитава пещера в близост до блатата около град Лерна и един от входовете на Подземното царство на Хадес, Херакъл е изпратен от своя господар Евристей, по внушение на богинята Хера (по чието желание героят е временно роб на царя). Богинята специално се е грижила до този момент за Лернейската хидра, въпреки опустошителния й ефект върху околните земи, надявайки се тя един ден да убие Херкулес.
Освен че има отровен дъх и кръв, чудовището притежава и способности за регенерация (но само в по-късните митове - в най-ранните варианти на легендата няма такава). Оказва се, че само да се режат главите й не е достатъчно за да бъдат неутрализирани, напротив - на мястото на всяка израстват 2-3 нови, а една от тях въобще не може да бъде отрязана, освен ако се отреже последна (поради което е известна и като "безсмъртната глава на Лернейската хидра").
Първите опити на героя да ликвидира Хидрата, като е застреля с лъка си, излизат неуспешни. Така тя само се раздразва още повече и, решена да го унищожи, се увива около него за да го задуши. На свой ред, Херкулес (като се пази да не вдишва отровните й изпарения, с помощта на кърпа, увита около врата му така че да го предпазва) се залавя да сече (вероятно с помощта на острие, прикрепено към боздугана му) главите й, но те се умножават и дори го хапят и отравят (но не го убиват, защото той впоследствие успява да се излекува). Освен това на помощ на Лернейската хидра, срещу него, идва още едно демонично създание, изпратено от Хера - огромен и много агресивен рак, който заклещва краката му. Обаче и Херакъл има помощник, колесничарят му Йолай, който му е племеник (син на брат му Ификъл). Той помага на Херкулес с 2 неща: успява да го отърве от рака и обгаря, с помощта на факла, чуканчетата на отрязаните глави на чудовището. Накрая остава само безсмъртната глава, която изглежда е и източникът и съсредоточието на отровата на митичния звяр. След като я отсича, Херкулес, който чувства че безсмъртната глава и така е твърде опасна, я заравя в земята и поставя отгоре ѝ една скала (което е възможно да е възпоминание за древен олтар или паметник, издигнат в чест на Хидрата). 
Херакъл потапя в кръвта на Хидрата стрелите си, които благодарение на това стават, ако не смъртоносни, то поне крайно опасни, защото и да оцелее простреляният, раната от стрелата не зараства никога. В последна сметка отровата на Лернейската хидра става средството за убийството на самия Херакъл, неволно погубен от жена си Деянира, въпреки че той е открил и противоотрова срещу отровата, но този път не е в състояние да я използва. За да избегне страховитите болки от отровата Херкулес се самоизгаря на клада.
Както огромният рак (като съзвездието Рак), така и Лернейската хидра (като съзвездието Хидра) се "озовават" оттогава на звездното небе - по повелята на Хера.
Това е вторият подвиг на Херакъл от първоначално планираните 10 подвига, които трябвало да му възложи Евристей, но този подвиг (защото е му е съвместен с Йолай) и почистването на Авгиевите обори не са зачетени на Херкулес за задоволително изпълнени и впоследствие са добавени още 2 вместо тях - така са общо 12.